# Rollhockey Club Wimmis
El Rollhockey Club Wimmis también conocido con el nombre abreviado de RHC Wimmis, es un equipo suizo de hockey sobre patines con sede en localidad de Wimmis. Actualmente disputa la LNA.

## Historia
El club fue fundado el 27 de septiembre de 1975.
El punto culminante del club fue la organización de la  44.ª edición del Campeonato de Europa, disputado del 5 al 10 de junio de 2000 en su pabellón Rollhockeyhalle Herrenmatte, entre las selecciones de Portugal, España, Italia, Francia, Alemania, Inglaterra, Holanda y Suiza como anfitrión. El título fue conseguido por España tras ganar a Portugal en la final.

## Palmarés
- 1 Liga de Suiza (LNA): 2007
- 3 Copas de Suiza: 1988, 1996 y 2005

## Plantilla 2018-2019
| - Sebastian Pfaehler - Patrik Müller - Sandro Meier - Kevin Gmür - Patrick Wittwer - Fabian Althaus |  | - Jonathan Pfaehler - Elias Kauter (portero) - Jonathan Brand - Pedro Costa (portero) - Simon Brand |